# Кожанов Іван Кузьмич
Іван Кузьмич Кожанов (12 (24) травня 1897, ст. Вознесенська Кубанська область, Російська імперія — 28 серпня 1938, Москва, СРСР) — радянський військово-морський діяч, флагман флоту 2-го рангу (20.11.1935).

## Життєпис
Народився в станиці Вознесенська Кубанської області (нині — Краснодарського краю, РФ). Від 1916 навчався у гардемаринських класах у Петрограді. Від 1917 року — член РСДРП(б)–ВКП(б). 1918 року пішов служити на Волзьку флотилію. На чолі загону моряків брав участь у бойових діях на Поволжі та на Каспійському морі. З середини 1920 року командував морською експедиційною дивізією, що діяла проти білогвардійських військ на Кубані та в Північній Таврії. За взяття м. Маріуполь нагороджений орденом Червоного Прапора. У березні 1921 року брав участь у придушенні Кронштадтського повстання. У березні — травні 1921 року — головнокомандувач Морських сил Балтійського моря, потім член РВР Морських сил Чорного і Азовського морів. У 1922–24 роках  — начальник і комісар Морських сил Тихого океану. 1924–27 навчався у Військово-морській академії. У 1927–1930 роках — військово-морський аташе СРСР в Японії. У 1930 році — начальник штабу Балтійського флоту. У 1931—1937 роках командувач Чорноморського флоту. 15 серпня 1937 року знятий з посади. 5 жовтня 1937 року заарештований. Засуджений до смертної кари та розстріляний в Москві 28 серпня 1938 року. Реабілітований 7 липня 1956 року.